# Christoph Hempel
Christoph Hempel (* 9. Juni 1946 in Soltau) ist ein deutscher Musiktheoretiker und Professor für Musiktheorie im Ruhestand.

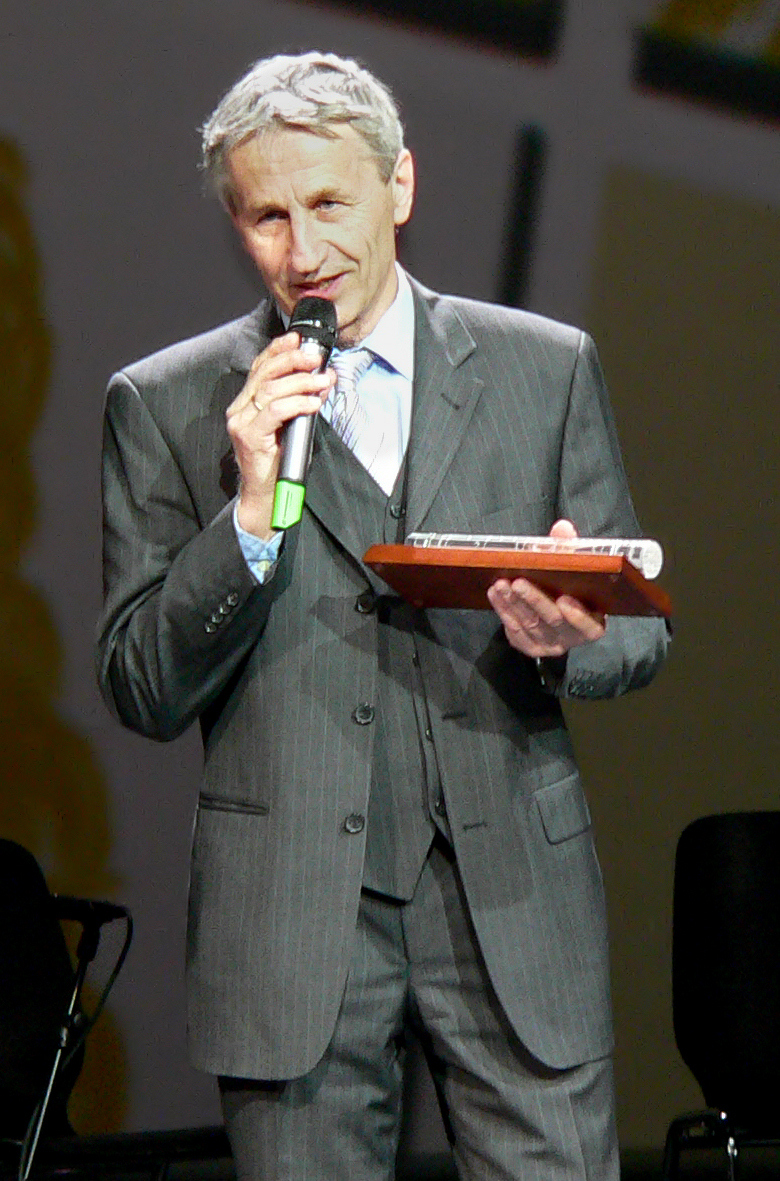
Christoph Hempel nimmt 2012 den Praetorius Musikpreis für das Institut zur Früh-Förderung musikalisch Hochbegabter in Empfang

## Leben
Nach dem Abitur studierte Christoph Hempel Musik in Hannover in den Fächern: Lehramt für Gymnasien, Dirigieren, Kirchenmusik, Komposition sowie Oboe. 
Er wurde 1974 Dozent für Musiktheorie und Gehörbildung an der Staatlichen Hochschule für Musik Heidelberg/Mannheim. Danach war er 1977 Dozent und seit 1982 Professor für Musiktheorie an der Hochschule für Musik, Theater und Medien Hannover. Er war auch der Initiator des „Praxisprojekts Schülermusical“ (Zusammenarbeit Schule-Hochschule).
Er erhielt mehrere Kompositionspreise und Kompositionsaufträge für Filmmusiken und Musicals. 
Christoph Hempel ist der Autor zahlreicher Werke zur Musiktheorie und Harmonielehre.

## Werke (Auswahl)
- Harmonielehre. Das große Praxisbuch. Mainz: Schott 2014, ISBN 978-3-7957-8730-1
- Neue allgemeine Musiklehre mit Fragen und Aufgaben zur Selbstkontrolle.  Schott, Mainz 2015. ISBN 978-3-254-08200-8
- Gehörbildung - Anleitung und Material für das gemeinsame Üben, Musikverlag Möseler, 1983, ISBN 978-3-7877-3508-2